# Hålta kyrka

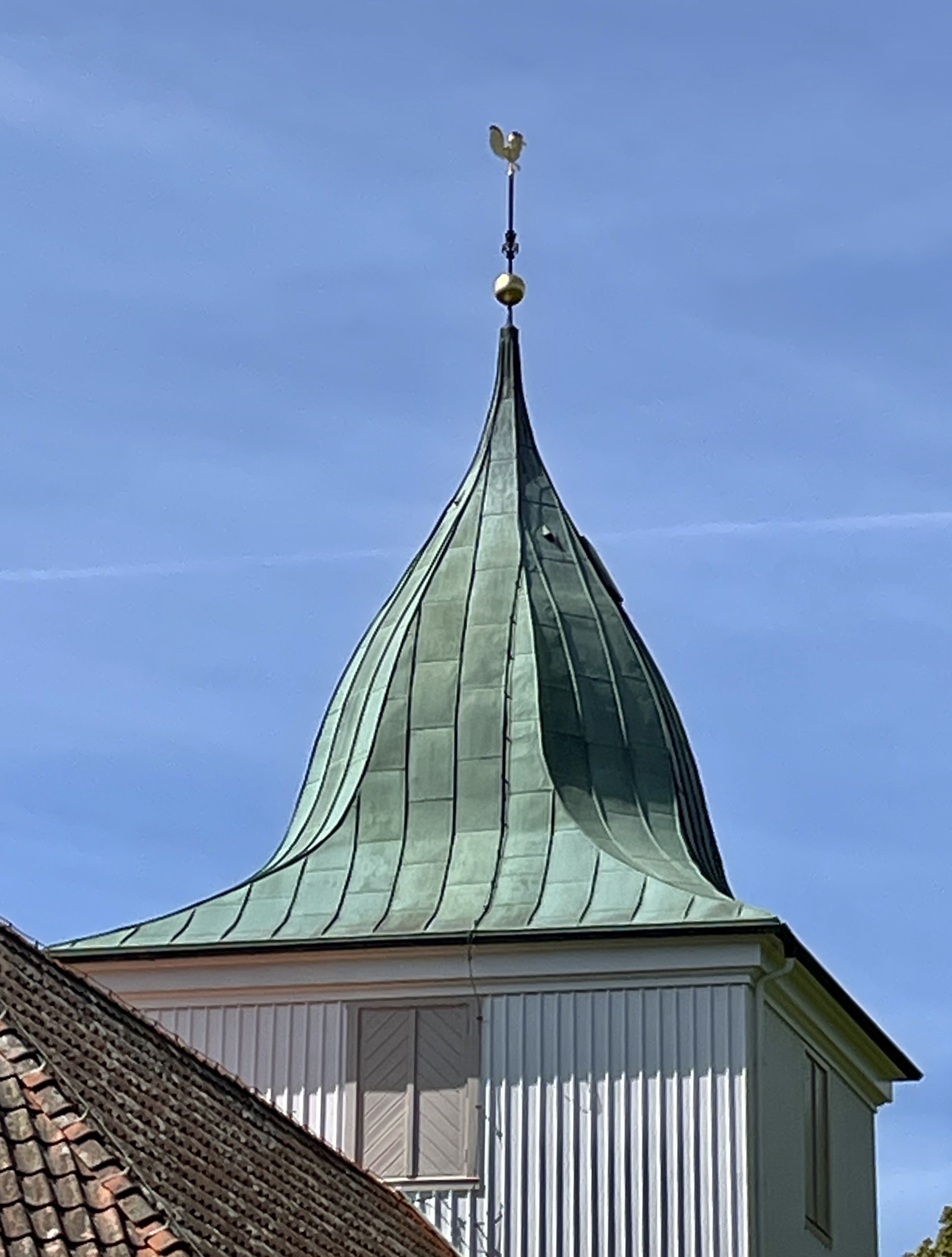
Hålta kyrkas torn med kyrktupp.

Hålta kyrka ligger i ett naturreservat i Kungälvs kommun. Den tillhör Hålta församling, Göteborgs stift. 

## Kyrkobyggnaden
Kyrkans äldsta delar är från 1100- eller 1200-talet. Det medeltida tresidiga och rakt avslutade koret revs 1744 och istället uppfördes dagens tresidigt avslutade kor. Samtidigt försågs kyrkorummet med ett tunnvalv av trä. Åren 1757-1758 uppfördes det låga och kraftiga kyrktornet med bottenvåningen av sten och de övre delarna av trä. 
Kyrkan restaurerades genomgripande 1950-1951 under ledning av Axel Forssén. Man fann då ett gravvalv under koret. Vid restaureringen framhävdes medeltiden och tilläggen från 1600- och 1700-talen på bekostnad av 1800-talet. Man tillförde nya bänkar och inredning i vapenhus och sakristia. På den äldre snickeriinredningen konserverades originalbemålningen som övermålats på 1800-talet. Kyrkan har därefter inte förändrats nämnvärt.

## Inventarier

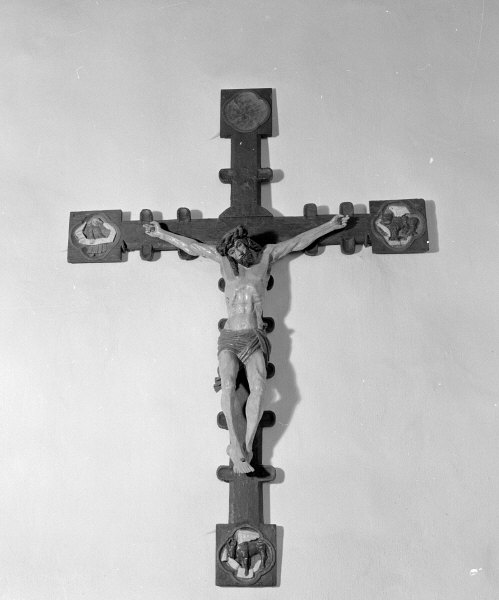
Triumfkrucifixet.

- Dopfunten i sten, som tillverkades under sena 1200-talet, uppvisar drag typiska för dopfuntar från Gotland.[2] Foten och skaftet är gjorda i sandsten och den fyrpassformade cuppan, utan vare sig uttömningshål eller utsmyckning, i täljsten.[3]
- Triumfkrucifixet är troligen från 1520-talet och ett nordtyskt arbete, snidat i lövträ. Det satt på triumfbågen tills den revs 1744−1745. Fram till restaureringen 1950-1951 hängde krucifixet under den främsta takbjälken och därefter på sin nuvarande placering på den norra långhusväggen.[4]
- Altaruppsatsen i barock är utförd av bildhuggaren Hans Swant och skänktes till kyrkan 1672. Den avbildar Kristus på korset och några knäböjande figurer — enligt traditionen donatorn och dennes familj.
- Ljuskrona av trä från senare delen av 1600-talet.
- Längs kyrkogårdsmuren finns ett stort antal gamla gravhällar uppställda.

### Klockor
Hålta är den enda kyrkan i Bohuslän som har två medeltida klockor. De är båda höga och smala.
- Storklockan är senmedeltida och har ett brett tomt skriftband.
- Lillklockan är prydd med repstavar. Runt halsen finns en latinsk inskrift som i översättning lyder: Hell, judarnes konung! Förbarma dig över oss! Klockan har även ett gjutarmärke av samma typ som klockorna i Essunga och Borgstena.[5]

### Orgel
Orgel, som är placerad på västra läktaren, byggdes 2001 av Tostareds Kyrkorgelfabrik. Den har fjorton stämmor fördelade på två manualer och pedal. Fasaden är från den föregående orgeln, vilken var byggd 1904 av Olof Hammarberg, hade sex stämmor. Den ersatte en orgel från 1879 tillverkad av C. J. Vickman, Skövde med fyra stämmor och två manualer. Orgeln har följande disposition:
| Manual I. C-g3 | Manual II. C-g3 | Pedal C-f1 | Koppel: |
| -------------- | --------------- | ---------- | ------- |
| Flagfleut 8'   | Gedackt 8'      | Subbas 16' | II/I    |
| Salzinal 8'    | Fleut 4'        | Violon 8'  | II/P    |
| Principal 4'   | Nasard 3'       |            |         |
| Quinta 3'      | Kortfleut 2'    |            |         |
| Oktava 2'      | Vox virginea 8' |            |         |
| Scharf 2 chor  | Tremulant       |            |         |
| Trumpet 8' B/D |                 |            |         |